# Wzniesienia Ptasiej Kopy–Stróżka
Wzniesienia Ptasiej Kopy–Stróżka – odosobnione pasmo wzniesień i mikroregion w Górach Wałbrzyskich o szerokości około 1 km i wysokości względnej 120 – 180 m, zwane przez Stanisława Szczepankiewicza strefą górnych przełomów, stanowi część pasma wzgórz ograniczających od południa Pogórze Wałbrzyskie od Kotliny Wałbrzyskiej.

## Opis
Wzniesienia Ptasiej Kopy–Stróżka tworzą wyraźnie zarysowany w rzeźbie ciąg wzniesień, zbudowanych głównie z szarogłazy kulmowe wizenu (tzw. kulm ze Szczawna) i dolnokarbońskich zlepieńców z kulminacjami Czarnuszki (562 m n.p.m.), Lisiego Kamienia (613 m n.p.m.), Ptasiej Kopy (590 m n.p.m.), Czarnoty (526 m n.p.m.), Wzgórza Gedymina (532 m n.p.m.) i Stróżka (520 m n.p.m.). Jednostka ta tworzy krawędź morfologiczną ciągnącą się od Wałbrzycha Rusinowej po Szczawno-Zdrój. Od strony Kotliny Wałbrzyskiej ma ona wysokość od 80 do 120 m, zaś w kierunku Pogórza Wałbrzyskiego opada progiem o wysokości 120–180 m. Stoki wzniesień są strome (20–350), rozcięte przez liczne doliny wciosowe o głębokości do 20 m. Między Czarnuszką i Wzgórzem Gedymina, Pełcznica utworzyła dolinę przełomową o głębokości do 100 m i szerokości 250 m stanowiącą połączenie Kotliny Wałbrzyskiej z Pogórzem Wałbrzyskim.